# 欧费
欧费（法語：Auffay，法語發音：[ofɛ]）是法国滨海塞纳省的一个旧市镇，属于迪耶普区。2019年，欧费与临近的2个市镇合并为新市镇瓦勒德锡，欧费为新市镇行政中心。

## 地理
欧费（49°43'5"N, 1°6'1"E）面积11.3 平方千米，位于法国诺曼底大区滨海塞纳省，该省份为法国北部沿海省份，其西部及北部濒大西洋英吉利海峡，东起顺时针与索姆省、瓦兹省、厄尔省和卡爾瓦多斯省接壤。
与欧费接壤的市镇（或旧市镇、城区）包括：比维尔拉拜尼亚尔德、克雷西、锡河畔厄格勒维尔、科地区蒙特勒伊、锡河畔圣但尼、塞维。
欧费的时区为UTC+01:00、UTC+02:00（夏令时）。

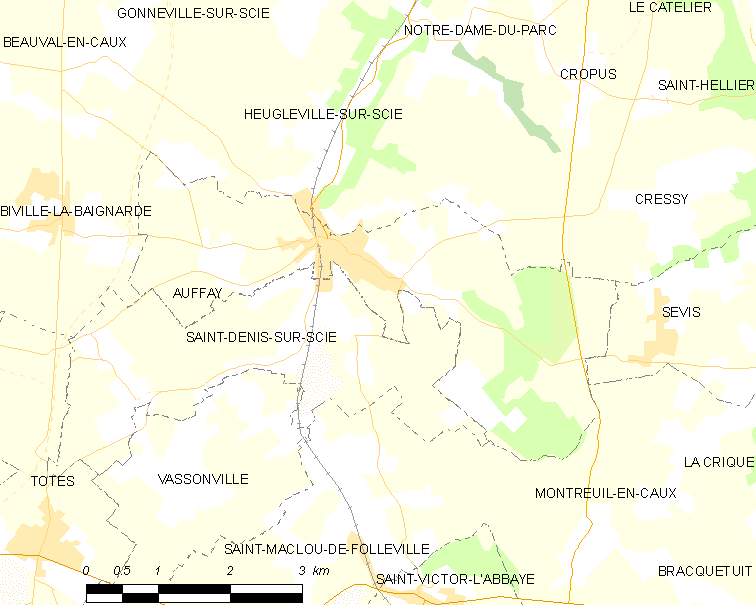
欧费的OSM定位图

## 行政
欧费的邮政编码为76720，INSEE市镇编码为76034。

## 政治
欧费所属的省级选区为吕讷赖县。

## 人口

1962-2008年间欧费人口变化图示

欧费于2018年1月1日时的人口数量为1852人。